# Diritto all'informazione
Il diritto all'informazione è un importante tipo di diritto soggettivo, oggi codificato e tutelato da tutti i moderni ordinamenti giuridici.

## Il diritto all'informazione nel mondo

### Italia
Tale diritto, seppur non espressamente menzionato nella carta costituzionale repubblicana, è strettamente legato alla libertà di manifestazione del pensiero, definita dall'articolo 21 della Costituzione italiana.
Il diritto all'informazione è un diritto sociale relativamente recente, tant'è che, nell'ordinamento italiano, solo dal 1994 si ha una definizione data dalla giurisprudenza della Corte costituzionale della Repubblica Italiana, su cui peraltro tuttora si discute. La corte, con la sentenza n. 420 del 7 dicembre 1994, dichiarò infatti che è necessario "garantire il massimo di pluralismo esterno, al fine di soddisfare, attraverso una pluralità di voci concorrenti, il diritto del cittadino all'informazione".
La definizione di pluralismo, sia interno che esterno, risale alla sentenza n. 826/1988 della corte, e tale principio è richiamato in particolar modo nella legge Mammì del 1990 sulla radiotelevisione.
Dal momento che la corte ritiene il pluralismo un "ineludibile imperativo costituzionale" e dal momento che un diritto all'informazione discende direttamente dal principio pluralistico, è palese arrivare a considerare anche l'informazione come uno dei diritti fondamentali della società moderna.
La dottrina prevalente ha provveduto a distinguere due tipi di diritto all'informazione:
- diritto del cittadino verso lo Stato: include alcune fattispecie di origine piuttosto recente, come l'obbligo dello Stato di dare informazioni riguardo agli scioperi nei servizi essenziali, oppure il diritto di accesso ai documenti amministrativi.
- diritto del cittadino verso i titolari dei mezzi di comunicazione: vi appartengono una serie di diritti della persona, da far valere nei confronti dei mezzi di informazione, oltre che richiami al pluralismo:
  - diritto alla riservatezza, ad esempio in materia di intercettazioni
  - la tutela dei minori, ravvisabile in molte fonti internazionali e nella legge Mammì
  - diritto alla rettifica, nei casi di diffusione di notizie false e tendenziose
  - trasparenza dei mezzi, cioè conoscibilità (anche dal lato economico) dei titolari e gestori dei mezzi d'informazione
  - divieto di pubblicità eccessiva, ingannevole, non riconoscibile, o condizionante l'informazione
  - diritto a un'informazione imparziale da parte del servizio pubblico (Rai)
  - diritto al pluralismo settoriale (possibilità di scelta nello stesso settore) e intersettoriale (divieto di predominanza di un certo mezzo di comunicazione rispetto agli altri)
  - par condicio delle campagne elettorali

In Italia, la vigilanza su molte di queste situazioni è affidata ad un'autorità indipendente, l'Autorità per le garanzie nelle comunicazioni.
In generale, il diritto all'informazione va collegato con "la libertà di coscienza e di opinione, la libertà di ricerca e insegnamento, il diritto allo studio, la libertà di creazione artistica, il diritto-dovere di partecipare alla vita politica e sociale". Per certi versi, esso confligge con il diritto d'autore e, in particolare, con la tutela dei diritti economici legati alla produzione delle opere dell'ingegno.